# C/2000 H1 (LINEAR)
C/2000 H1 (LINEAR) — одна з довгоперіодичних гіперболічних комет. Ця комета була відкрита 26 квітня 2000 року; вона мала 18.7m на час відкриття.